# Maliuc
Maliuc község Tulcea megyében, Dobrudzsában, Romániában. A hozzá tartozó települések: Gorgova, Ilganii de Sus, Partizani és Vulturu.

## Fekvése
A település az ország délkeleti részén található, a megyeszékhelytől, Tulcsától huszonöt kilométerre keletre, a Duna-deltában, a Duna Sulina-ágának bal partján.

## Története
Elhelyezkedésének köszönhetően fontos turistaközpont, a Duna-delta Bioszféra Rezervátumába látogatóinak számára.

## Lakossága
A nemzetiségi megoszlás a következő:
| 2002      | 2002 | 2002   |
| --------- | ---- | ------ |
| Románok   | 1012 | 95,47% |
| Lipovánok | 41   | 3,85%  |
| Ukránok   | 5    | 0,47%  |
| Törökök   | 1    | 0,09%  |
| Görögök   | 1    | 0,09%  |
| Összesen  | 1060 | 100,0% |